# كايل ماكليلان
كايل ماكليلان (بالإنجليزية: Kyle McClellan)‏ هو لاعب كرة قاعدة أمريكي، ولد في 12 يونيو 1984 في فلوريسانت في الولايات المتحدة.

## وصلات خارجية
- كايل ماكليلان على موقع دوري كرة القاعدة الرئيسي (الإنجليزية)
- كايل ماكليلان على موقعبيزبول رفرنس.كوم (الدوري الرئيسي) (الإنجليزية)
- كايل ماكليلان على موقعبيزبول رفرنس.كوم (الدوري الثانوي) (الإنجليزية)
- كايل ماكليلان على موقع إي إس بي إن.كوم (أم.أل.بي) (الإنجليزية)
- كايل ماكليلان على موقع مشجعي الرسوم البيانية (الإنجليزية)